# Хлорид висмута(III)
Хлори́д ви́смута(III) (трихлорид висмута, хлористый висмут) — BiCl3, бинарное неорганическое соединение металла висмута с хлором, висмутовая соль хлороводородной кислоты. В нормальных условиях представляет собой белое (бесцветное) или бледно-жёлтое кристаллическое, очень гигроскопичное вещество.

## Молекулярная и кристаллическая структура

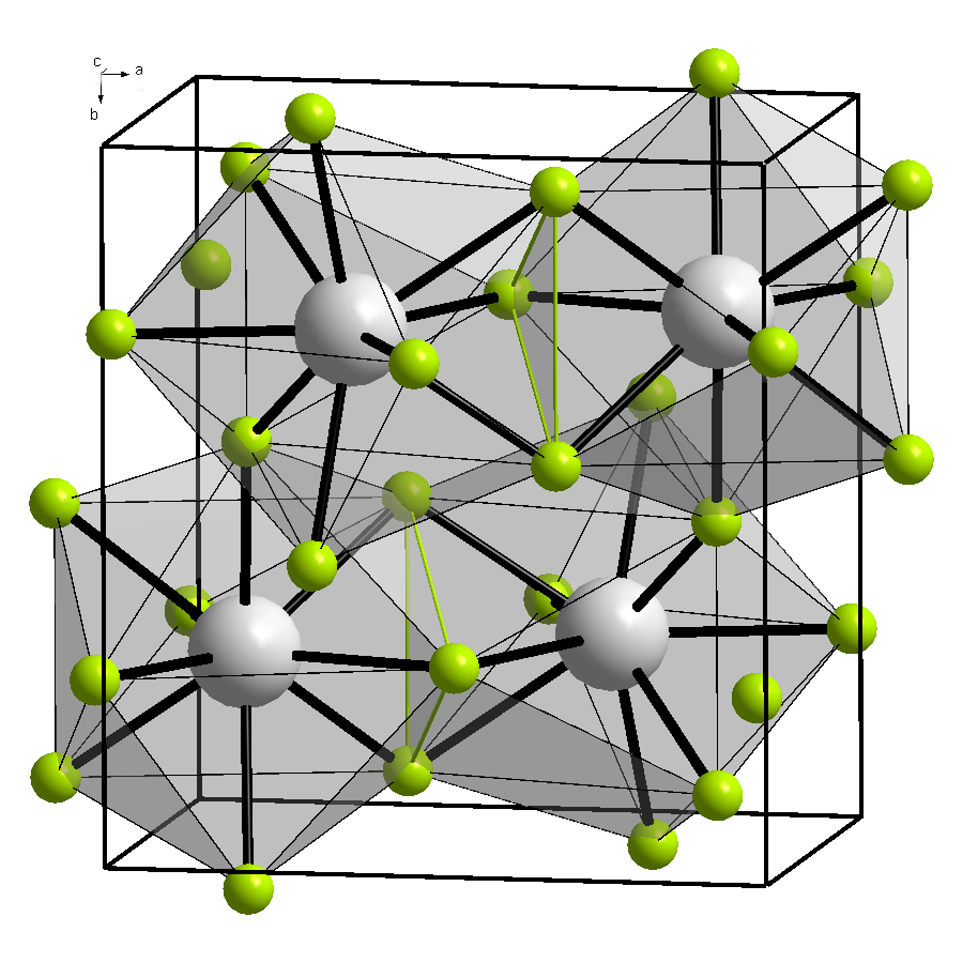
Кристаллическая структура хлорида висмута(III)

Хлорид висмута имеет следующий элементный состав: Bi (66,27 %), Cl (33,73 %). Энергия разрыва связи в соединении (Есв.): 275 кДж/моль, длина связи Bi—Cl: 0,248 нм, валентный угол Cl—Bi—Cl составляет 100°. Молекула соединения представляет собой тригональную пирамиду, у которой вершина — атом висмута — имеет неподелённую электронную пару.
Кристаллическая структура BiCl3 кубическая.

## Физические свойства
Хлорид висмута — белое или бледно-жёлтое, в кристаллическом виде — бесцветное вещество, плавящееся (T пл.= 234 °С) и кипящее без разложения (T кип.= 440 °С). Гигроскопичен, образует кристаллогидрат: BiCl3 • H2O.
Водой гидролизуется; растворим в метаноле, этаноле, ацетоне.
Термодинамические константы:
- стандартная энтальпия образования, ΔHo298: −378 кДж/моль[5];
- стандартная энтропия, So298: 172 Дж/(моль·K)[5];
- стандартная энергия Гиббса, ΔGo298: −313 кДж/моль[5].
- стандартная мольная теплоемкость, Cpo298: 109 Дж/(моль·K)[4];
- энтальпия плавления, ΔHпл: 23,47 кДж/моль[8];
- энтальпия кипения, ΔHкип: 72,59 кДж/моль[8].

## Получение
- Прямая реакция элементов при 200 °С:

2Bi + 3Cl2 = 2BiCl3.
- Взаимодействие оксида висмута(III) с концентрированной соляной кислотой при нагревании:

Bi2O3 + 6HCl = 2BiCl3 + 3H2O.

## Химические свойства
- Гидролизуется водой:

BiCl3 + H2O → BiOCl + 2HCl.
- В солянокислом растворе устойчив, склонен образовывать комплексы — хлорвисмутаты (III):

BiCl3 + Cl− = [BiCl4]−.
[BiCl4]− + Cl− = [BiCl5]2−.
[BiCl5]2− + Cl− = [BiCl6]3−.
|            |            |           |
| Cs3[BiCl6] | Cs3[BiCl6] | [BiCl6]3− |

- Реагирует с водными растворами щелочей с образованием гидроксида:

BiCl3 + 3NaOH = Bi(OH)3↓ + 3NaCl.
- При сильном нагревании до 1000°С разлагается до хлорида висмута(I):

BiCl3 → BiCl + Cl2

## Применение
Висмут хлористый используется для получения других солей висмута, в качестве катализатора
в органическом синтезе и как компонент пигментов и косметических средств.